# زویندرن
زویندرن (به هلندی: Zwinderen) یک منطقهٔ مسکونی در هلند است که در کوفوردن واقع شده‌است. زویندرن ۲۴۰ نفر جمعیت دارد.